# Melhor Futebolista da Ásia
Melhor Futebolista da Ásia é um prêmio anual de futebol organizado e apresentado pela Titan Sports. É concedido ao jogador que teve o melhor desempenho no futebol asiático no ano anterior.

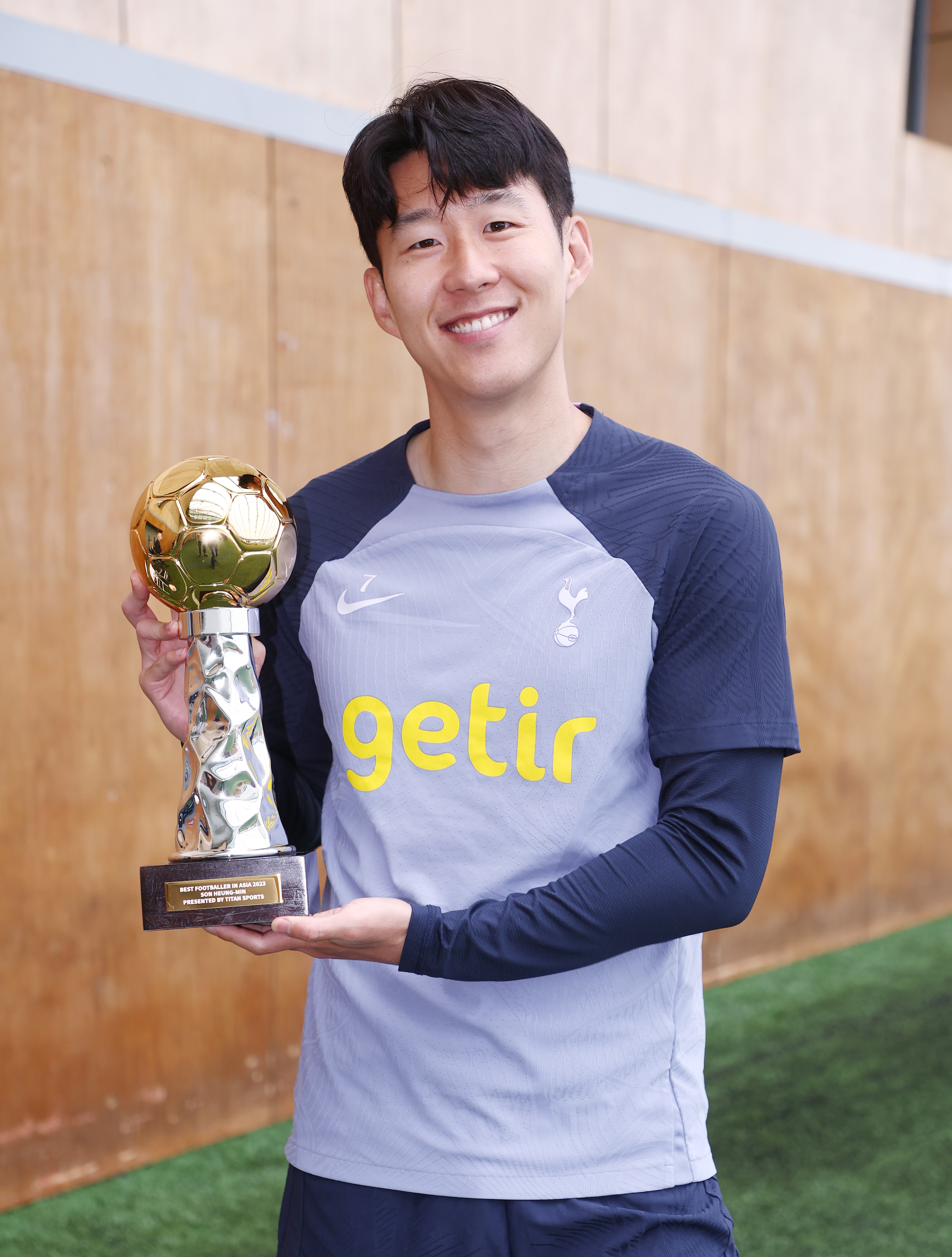
Son Heung-min com o prêmio de Melhor Jogador Asiático de 2023.

## História
Inspirado no Ballon d'Or da France Football, a equipe editorial da Titan Sports decidiu lançar um prêmio em homenagem ao jogador com o melhor desempenho do futebol asiático no ano anterior. Este prêmio foi fundado em 2013. O vencedor é votado por um painel de jornalistas de futebol, a maioria dos quais são de nações/regiões correspondentes a associações nacionais da Confederação Asiática de Futebol, enquanto os outros são de meios de comunicação de nações/regiões não pertencentes à AFC.

## Vencedores

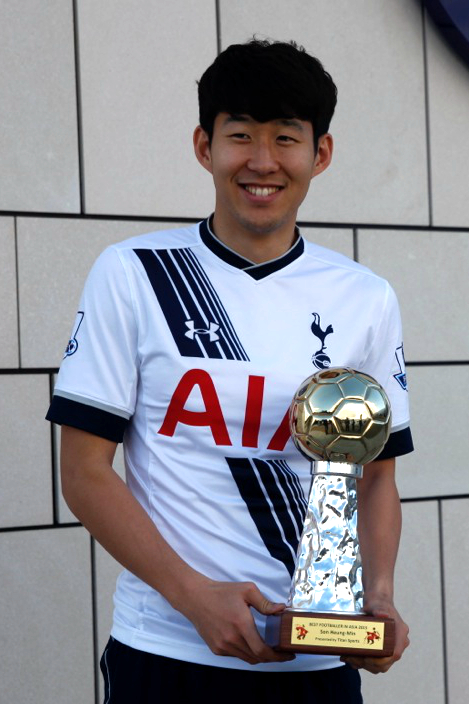
Son Heung-min é nove vezes vencedor do prêmio.

| Ano  | Colocação   | Jogador            | Clube                    | Pontos | %     |
| ---- | ----------- | ------------------ | ------------------------ | ------ | ----- |
| 2013 | 1° colocado | Keisuke Honda      | CSKA Moscow              | 46     | 13.9% |
| 2013 | 2° colocado | Elkeson            | Guangzhou Evergrande     | 32     | 9.7%  |
| 2013 | 3° colocado | Darío Conca        | Guangzhou Evergrande     | 32     | 9.7%  |
|      |             |                    |                          |        |       |
| 2014 | 1° colocado | Son Heung-min      | Bayer Leverkusen         | 74     | 20.6% |
| 2014 | 2° colocado | Keisuke Honda      | Milan                    | 56     | 15.6% |
| 2014 | 3° colocado | Ante Covic         | Western Sydney Wanderers | 37     | 10.3% |
|      |             |                    |                          |        |       |
| 2015 | 1° colocado | Son Heung-min      | Tottenham Hotspur        | 49     | 16.3% |
| 2015 | 2° colocado | Zheng Zhi          | Guangzhou Evergrande     | 32     | 10.7% |
| 2015 | 3° colocado | Ricardo Goulart    | Guangzhou Evergrande     | 32     | 10.7% |
|      |             |                    |                          |        |       |
| 2016 | 1° colocado | Shinji Okazaki     | Leicester City           | 126    | 22.1% |
| 2016 | 2° colocado | Omar Abdulrahman   | Al Ain                   | 123    | 21.6% |
| 2016 | 3° colocado | Son Heung-min      | Tottenham Hotspur        | 109    | 19.1% |
|      |             |                    |                          |        |       |
| 2017 | 1° colocado | Son Heung-min      | Tottenham Hotspur        | 157    | 23.4% |
| 2017 | 2° colocado | Omar Kharbin       | Al Hilal                 | 127    | 18.9% |
| 2017 | 3° colocado | Rafael Silva       | Urawa Red Diamonds       | 57     | 8.5%  |
|      |             |                    |                          |        |       |
| 2018 | 1° colocado | Son Heung-min      | Tottenham Hotspur        | 206    | 29.3% |
| 2018 | 2° colocado | Makoto Hasebe      | Eintracht Frankfurt      | 64     | 9.1%  |
| 2018 | 3° colocado | Alireza Beiranvand | Persepolis               | 50     | 7.1%  |
|      |             |                    |                          |        |       |
| 2019 | 1° colocado | Son Heung-min      | Tottenham Hotspur        | 258    | 31.6% |
| 2019 | 2° colocado | Akram Afif         | Al Sadd                  | 114    | 14.0% |
| 2019 | 3° colocado | Takumi Minamino    | Red Bull Salzburg        | 90     | 11.0% |
|      |             |                    |                          |        |       |
| 2020 | 1° colocado | Son Heung-min      | Tottenham Hotspur        | 286    | 35.0% |
| 2020 | 2° colocado | Sardar Azmoun      | Zenit Saint Petersburg   | 89     | 10.9% |
| 2020 | 3° colocado | Júnior Negrão      | Ulsan HD                 | 83     | 10.2% |
|      |             |                    |                          |        |       |
| 2021 | 1° colocado | Son Heung-min      | Tottenham Hotspur        | 242    | 30.3% |
| 2021 | 2° colocado | Sardar Azmoun      | Zenit Saint Petersburg   | 111    | 13.9% |
| 2021 | 3° colocado | Mehdi Taremi       | Porto                    | 90     | 11.3% |
|      |             |                    |                          |        |       |
| 2022 | 1° colocado | Son Heung-min      | Tottenham Hotspur        | 256    | 26.7% |
| 2022 | 2° colocado | Mehdi Taremi       | Porto                    | 120    | 12.5% |
| 2022 | 3° colocado | Salem Al-Dawsari   | Al Hilal                 | 112    | 11.7% |
|      |             |                    |                          |        |       |
| 2023 | 1° colocado | Son Heung-min      | Tottenham Hotspur        | 231    | 22.9% |
| 2023 | 2° colocado | Kim Min-jae        | Bayern Munich            | 197    | 19.5% |
| 2023 | 3° colocado | Cristiano Ronaldo  | Al Nassr                 | 172    | 17.1% |
|      |             |                    |                          |        |       |
| 2024 | 1° colocado | Akram Afif         | Al Sadd                  | 181    | 18.0% |
| 2024 | 2° colocado | Son Heung-min      | Tottenham Hotspur        | 168    | 16.7% |
| 2024 | 3° colocado | Soufiane Rahimi    | Al Ain                   | 115    | 11.4% |